# Thueyts (tổng)
Tổng Thueyts là một tổng của Pháp nằm ở tỉnh Ardèche trong vùng Rhône-Alpes.
Tổng này được tổ chức xung quanh Thueyts ở quận Largentière. Độ cao biến thiên từ 243 m (Prades) đến 1 544 m (Astet) với độ cao trung bình là 519 m.

## Hành chính
| Giai đoạn | Ủy viên        | Đảng | Tư cách           |
| --------- | -------------- | ---- | ----------------- |
| 2001-2008 | Gérard Bruchet | DVG  | Thị trưởng Meyras |
| 2008-2014 | Gérard Bruchet | DVG  | Thị trưởng Meyras |

## Các đơn vị hành chính
Tổng Thueyts bao gồm 13 xã với dân số 6 682 người (điều tra năm 1999, dân số không tính trùng).
| Xã                      | Dân số | Mã bưu chính | Mã insee |
| ----------------------- | ------ | ------------ | -------- |
| Astet                   | 51     | 07330        | 07018    |
| Barnas                  | 204    | 07330        | 07025    |
| Chirols                 | 257    | 07380        | 07065    |
| Fabras                  | 276    | 07380        | 07087    |
| Jaujac                  | 1 065  | 07380        | 07107    |
| Lalevade-d'Ardèche      | 1 032  | 07380        | 07127    |
| Mayres                  | 258    | 07330        | 07153    |
| Meyras                  | 775    | 07380        | 07156    |
| Pont-de-Labeaume        | 485    | 07380        | 07178    |
| Prades                  | 887    | 07380        | 07182    |
| Saint-Cirgues-de-Prades | 98     | 07380        | 07223    |
| La Souche               | 290    | 07380        | 07315    |
| Thueyts                 | 1 004  | 07330        | 07322    |

## Thông tin nhân khẩu
| 1962                                                     | 1968  | 1975  | 1982  | 1990  | 1999  |
| -------------------------------------------------------- | ----- | ----- | ----- | ----- | ----- |
| 6 647                                                    | 7 156 | 7 031 | 6 730 | 6 536 | 6 682 |
| Nombre retenu à partir de 1962 : dân số không tính trùng |       |       |       |       |       |